# Heaven Takes You Home
Heaven Takes You Home è un singolo del supergruppo svedese Swedish House Mafia e della cantante britannica Connie Constance, pubblicato il 15 aprile 2022 come quinto estratto dal primo album in studio del gruppo Paradise Again.

## Accoglienza
Il brano è venuto incontro a recensioni generalmente positive da parte della critica specializzata, che lo ha definito tra i migliori brani del disco, elogiandone la produzione, la qualità musicale e la prestazione vocale di Constance.
Ali Shutler di NME lo ha definito «un'esplosione di gioia istantanea. Con la voce della cantante britannica Connie Constance che celebra la capacità di "fare un salto mortale all'indietro attraverso il tragico", sembra una forma evoluta di ciò che i titani della dance stavano facendo un decennio fa». Secondo Jackson Naffa di We Rave You, Heaven Takes You Home porta l'ascoltatore verso «un sentiero groovy, il tutto mentre sei euforico allo stesso tempo. La voce di Constance è sorprendente; la linea vocale "fa magie" ed è esattamente ciò che è stato eseguito con questo disco».

## Video musicale
Il 15 luglio 2022 il trio ha presentato il video attraverso il proprio canale YouTube e ha come protagonista la sola Constance (che ne ha anche curato la regia) che balla e si diverte insieme agli amici e ai famigliari. Riguardo alla sua realizzazione, la cantante ha dichiarato:

## Tracce
Testi e musiche di Axel Hedfors, Steve Angello, Sebastian Ingrosso, Carl Nordström, Magnus Lidehäll e Connie Constance.
Download digitale, streaming – Extended Version
1. Heaven Takes You Home (Extended Mix) – 4:22

Download digitale, streaming – Moojo Remix
1. Heaven Takes You Home (Moojo Remix) – 7:13

Download digitale, streaming – Alternative Mix
1. Heaven Takes You Home (Alternative Mix) – 3:29

Download digitale, streaming – Jacques Lu Cont Remix
1. Heaven Takes You Home (Jacques Lu Cont Remix) – 6:23

## Formazione
Hanno partecipato alle registrazioni, secondo le note di copertina di Paradise Again:
Gruppo
- Axwell – programmazione, batteria, tastiera
- Steve Angello – programmazione, batteria, tastiera
- Sebastian Ingrosso – programmazione, batteria, tastiera

Altri musicisti
- Carl Nordström – programmazione, batteria, tastiera
- Connie Constance – voce
- Johannes Klahr – programmazione, batteria e tastiera

Produzione
- Swedish House Mafia – produzione, registrazione
- Desembra – produzione, registrazione
- Klahr – produzione, registrazione
- Kevin Grainger – missaggio, mastering

## Classifiche

### Classifiche settimanali
| Classifica (2022)              | Posizione massima |
| ------------------------------ | ----------------- |
| Belgio (Vallonia)              | 26                |
| Francia                        | 128               |
| Paesi Bassi                    | 26                |
| Regno Unito                    | 80                |
| Regno Unito (dance)            | 38                |
| Stati Uniti (dance/electronic) | 26                |
| Svezia                         | 18                |

### Classifiche di fine anno
| Classifica (2022) | Posizione |
| ----------------- | --------- |
| Belgio (Vallonia) | 107       |